# Ware legende
Ware legende is een hoorspel van György Sós. Wahre Legende werd op 16 november 1960 door de Rundfunk der DDR uitgezonden. Willy Wielek-Berg vertaalde het en de VARA zond het uit op zaterdag 26 december 1964. De regisseur was S. de Vries jr. Het hoorspel duurde 57 minuten.

## Rolbezetting
- Frans Somers (Molnar, voorzitter van de dorpsraad)
- Eva Janssen (vrouw Bakos)
- Tine Medema (vrouw David)
- Louis de Bree (papa Skorka)
- Tonny Foletta (Sebes)
- Huib Orizand (dominee Todai)
- Jo Vischer jr. (timmerman)
- Jan Verkoren (winkelier Mohacsi)
- Corry van der Linden (secretaresse)
- Donald de Marcas (stem)

## Inhoud
In een Hongaars dorp sterft een oude Joodse vrouw, de laatste van haar familie en ook de laatste jodin in het dorp, nadat al haar verwanten door de nationaalsocialisten vermoord werden. Het was haar laatste wens, joods begraven te worden. Daar de voorzitter van de dorpsraad er niet in slaagt een rabbijn voor de begrafenis te vinden, wendt hij zich tot de dominee. Die verklaart zich bereid, de begrafenis volgens de joodse ritus over te nemen. Het hoorspel toont de tweespalt tussen de religieuze onverschilligheid van de handelende personen en hun verantwoordelijkheidsbewustzijn tegenover de slachtoffers van de Jodenvervolging.